# Сотницьке (Дніпровський район)
Со́тницьке — село в Україні, в Петриківській селищній громаді Дніпровського району Дніпропетровської області. Населення за переписом 2001 року становить 98 осіб. Орган місцевого самоврядування — Петриківська селищна рада.

## Географія
Село Сотницьке знаходиться на правому березі річки Оріль (нове річище), нижче по течії на відстані 2,5 км розташоване село Єлизаветівка.

## Населення

### Мова
Розподіл населення за рідною мовою за даними перепису 2001 року:
| Мова            | Кількість | Відсоток |
| --------------- | --------- | -------- |
| українська      | 94        | 95.92%   |
| російська       | 3         | 3.06%    |
| інші/не вказали | 1         | 1.02%    |
| Усього          | 98        | 100%     |